# Valiato del Danubio
El valiato del Danubio o Danubiano (en turco otomano: ولايت طونه, Vilâyet-i Tuna‎; en búlgaro: Дунавска област, Dunavska (ta) oblast, más comúnmente Дунавски вилает; en francés: Vilayet du Danube) fue una división administrativa de primer nivel (valiato) del Imperio otomano desde 1864 hasta 1878. A fines del siglo XIX, según los informes, tenía un área de 34 120 millas cuadradas (88 370,8 km²).
El valiato se creó a partir de la parte norte de la provincia de Silistra a lo largo del río Danubio y los eyalatos de Niš, Vidin y Silistra. Este valiato estaba destinado a convertirse en una provincia modelo, mostrando todo el progreso logrado por la Puerta a través de las reformas modernizadoras de Tanzimat. Otros valiatos inspirados en el valiato del Danubio se establecieron finalmente en todo el imperio en 1876, con la excepción de la península arábiga y el por entonces semiindependiente Egipto. Rusçuk, hoy Ruse en Bulgaria, fue elegida como la capital del valiato debido a su posición como puerto otomano clave en el Danubio. 
La provincia desapareció después de la guerra ruso-turca de 1877-1878, cuando su parte norte-oriental (norte de Dobruja) se incorporó en Rumania, algunos de sus territorios occidentales en Serbia, mientras que las regiones del centro y sur componen la mayor parte del principado autónomo de Bulgaria y una parte del Rumelia Oriental. 

## Gobierno
Midhat Bajá fue el primer gobernador del valiato (1864-1868). Durante su tiempo como gobernador, se establecieron líneas de barcos de vapor en el río Danubio; se completó el ferrocarril Ruse-Varna; se introdujeron las cooperativas de crédito agrícola que ofrecían a los agricultores préstamos a bajo interés; También se ofrecieron incentivos fiscales para fomentar nuevas empresas industriales. 
El primer periódico oficial de valiato en el Imperio otomano, Tuna/Dunav, se publicó en turco otomano y búlgaro y tuvo editores otomanos y búlgaros. Entre sus editores en jefe estaban Ismail Qemali y Ahmed Midhat Efendi.
El valiato tenía una Asamblea Administrativa que incluía a funcionarios estatales designados por el gobierno otomano, así como seis representantes (tres musulmanes y tres no musulmanes) elegidos entre los habitantes de la provincia. Los no musulmanes también participaron en los tribunales penales y comerciales provinciales que se basaban en un código secular de derecho y justicia. También se introdujeron escuelas mixtas musulmanas-cristianas, pero esta reforma fue abolida después de que se enfrentara a una fuerte oposición de la población. 

## Divisiones administrativas
La provincia incluía los siguientes sanjacados:
1. Sanjacado de Tulcea
2. Sanjacado de Varna
3. Sanjacado de Ruse
4. Sanjacado de Tărnovo
5. Sanjacado de Vidin
6. Sanjacado de Sofía
7. Sanjacado de Niš

La provincia del Danubio fue fundada en 1864 y estaba formada por las subprovincias de Ruse, Varna, Tulcea, Tarnovo, Vidin, Sofia y Niş. Dos subprovincias (Sofía y Niş) se separaron de la provincia del Danubio, por lo que el sanjacado de Niş fue parte del valiato de Prizren en 1869-1874, mientras que la provincia separada de Sofía se fundó en 1876, y finalmente tanto Sofía como Niş se anexaron a los valiatos de Adrianópolis y Kosovo  respectivamente en 1877. 

## Demografía
En 1865, 658 600 (40,51%) musulmanes y 967 058 (59,49%) no musulmanes, incluidas mujeres, vivían en la provincia (excluyendo el sanjacado de Niš); unos 569 868 (34,68%) musulmanes, además de los inmigrantes y 1.073.496 (65,32%) no musulmanes en 1859-1860. Unos 250000-300000 inmigrantes musulmanes de Crimea y el Cáucaso se establecieron en esta región entre 1855 y 1864.
Según el censo de 1874, había 963 596 (42,22%) musulmanes y 1 318 506 (57,78%) no musulmanes en la provincia del Danubio, excluyendo el sanjacado de Niš. Junto con el sanjacado de Niš, la población consistía en 1 055 650 (40,68%) musulmanes y 1 539 278 (59,32%) no musulmanes en 1874. Los musulmanes eran mayoría en los sanjacados de Ruse, Varna y Tulcea, mientras que los no musulmanes eran mayoría en el resto de los sanjacados.